# Məmməd Bağırov

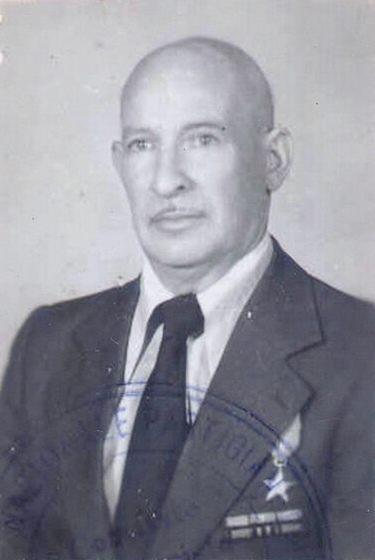
Məmməd Bağırov

Məmməd Səməd oğlu Bağırov (eingedeutscht Mamed Bagirow; * 2. Oktober 1922 im Dorf Baskal, Ujezd Şamaxı, Aserbaidschanische SSR, UdSSR; † 9. Oktober 1997 in Baku, Aserbaidschan) war ein Oberleutnant der sowjetischen Armee aserbaidschanischer Herkunft. Im Zweiten Weltkrieg kämpfte er in den Reihen der Roten Armee gegen die deutsche Wehrmacht. Bekannt wurde er vor allem als Widerstandskämpfer der Resistenza gegen die deutsche Besatzung Italiens.

## Leben
Bağirov erwarb die mittlere Schulausbildung im Geburtsort Baskal. Nur wenige Wochen nach dem Überfall der Wehrmacht auf die Sowjetunion am 22. Juni 1941 wurde er in die Rote Armee einberufen. Zunächst durchlief er ein halbes Jahr einen Vorbereitungskurs in einer Militärschule in Baku und ließ sich zum Artilleristen ausbilden. Im März 1942 ging er im Rang eines Leutnants an die Front. Bağirov wurde im 773. Artillerieregiment der 317. Schützendivision in der Region Charkiw als Zugführer eingesetzt. Diese Einheit war Teil der in der Südwestfront agierten 57. Armee. Während der Schlacht bei Charkiw im Mai 1942 wurden die Truppen der Südwestfront, darunter das Regiment von Leutnant Bağirov, eingekesselt und erlitten schwere Verluste. Bağirov selbst wurde an Kopf und Bein verwundet und geriet in die deutsche Gefangenschaft.

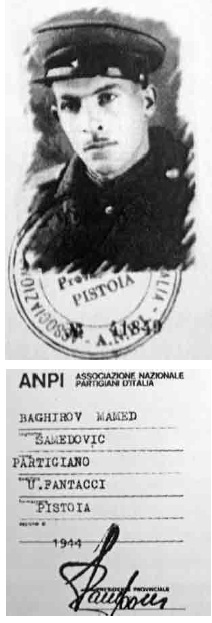
Məmməd Bağırov (Die von der Nationalen Gesellschaft der Partisanen Italiens ausgestellte Karte)

Im September 1942 wurde Bağirov in die Aserbaidschanische Legion aufgenommen, die sich aus den aserbaidschanischen Kriegsgefangenen der Sowjetarmee zusammensetzte. Im Januar 1943 musste er sich zusammen mit seiner Legion auf die Krim begeben, um dort die sowjetischen Partisanen zu bekämpfen. Aufgrund seiner Krankheit wurde er aber stattdessen als Wachmann in den Konzentrationslager Mauthausen entsandt. Im Frühjahr 1944 verlegten ihn die Deutschen nach Norditalien. In der Region Belluno kam er mit den örtlichen Partisanengruppen in Kontakt. Nach seiner Flucht aus der Gefangenschaft schloss er sich der Partisanenbrigade „Ubaldo Fantacci“ an. Diese Einheit, deren Hauptzentrale unweit der Stadt Pistoia lag, war hauptsächlich in der südlichen Lombardei und der Region Toskana aktiv. Zu den Aktivitäten von Bağirov zählten die Sprengung von strategisch wichtigen Brücken, sowie Angriffe und Sabotageakte auf Nachschubwege der Besatzer. Im September 1944 nahm er als Mitglied der Brigade Ubaldo Fantacci an der Befreiung von Pistoia teil. Anschließend verließ Bağirov Italien und gelangte Ende 1944 über Ägypten, Irak und Iran wieder nach Aserbaidschan. Nach einem kurzfristigen Aufenthalt in Baku wurde er vom SMERRch, dem militärischen Nachrichtendienst der UdSSR, der möglichen Spionage verdächtigt und zur Vernehmung in die Stadt Podolsk nahe Moskau gebracht. Nachdem seine Unschuld bewiesen wurde, setzte Bağirov seinen Dienst im Moskauer Militärbezirk fort.

## Nach dem Zweiten Weltkrieg
Nach dem Kriegsende kehrte Bağirov nach Baku zurück und diente kurzfristig in den Luftstreitkräften, bis er im Juni 1946 entlassen wurde. In den 1950er Jahren studierte er Zahnmedizin im Medizinischen Kolleg von Baku.
Im Jahr 1976 gelang es den italienischen Kampfkameraden von der Ubaldo Fantacci nach über 30 Jahren Kontakt zu Bağirov aufzunehmen. Möglich wurde dies nach der Veröffentlichung des Buches „Antifaschismus und Widerstand in der Region Pistoia“, der vom damaligen Bürgermeister der Stadt Agliana Renato Risaliti verfasst wurde. Auf Einladung von Renco Bardelli, dem Bürgermeister von Pistoia, reiste Bağirov im September 1978 wieder nach Italien. Hier wurde er mit der Garibaldi-Medaille (Garibaldi-Stern) ausgezeichnet und zum Ehrenbürger der Stadt Pistoia erklärt. Zwei Jahre später gewährte ihm die italienische Regierung für seine Verdienste eine persönliche Altersrente. 1985 bekam Bağirov ein vom italienischen Staatspräsidenten Sandro Pertini persönlich signiertes Ehrendiplom verliehen.
Bağirov starb am 9. Oktober 1997 in Baku und wurde dort auf dem 2. Ehrenfriedhof der Stadt beigesetzt.